# St. Regina (Rhynern)

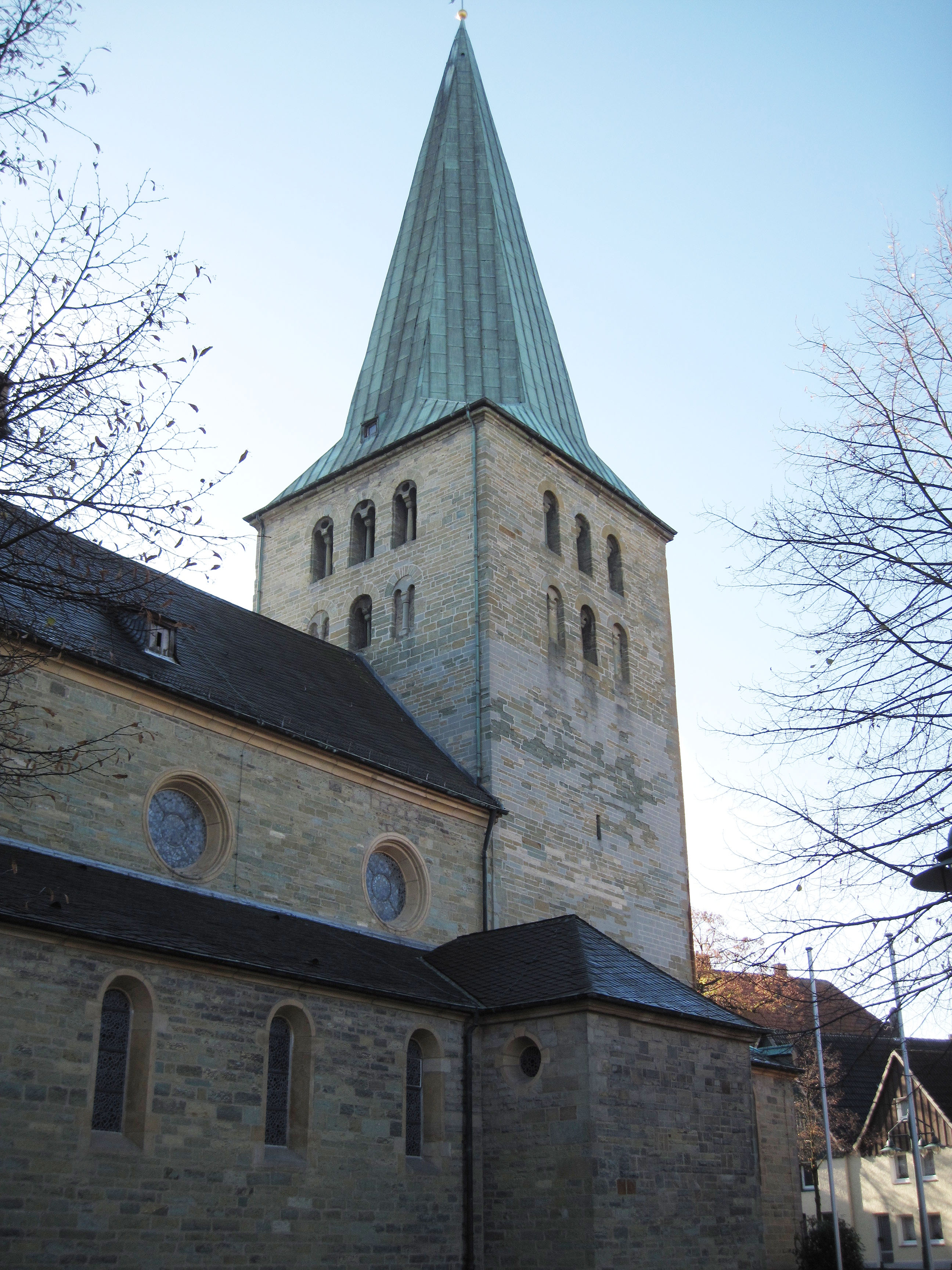
Pfarrkirche St. Regina

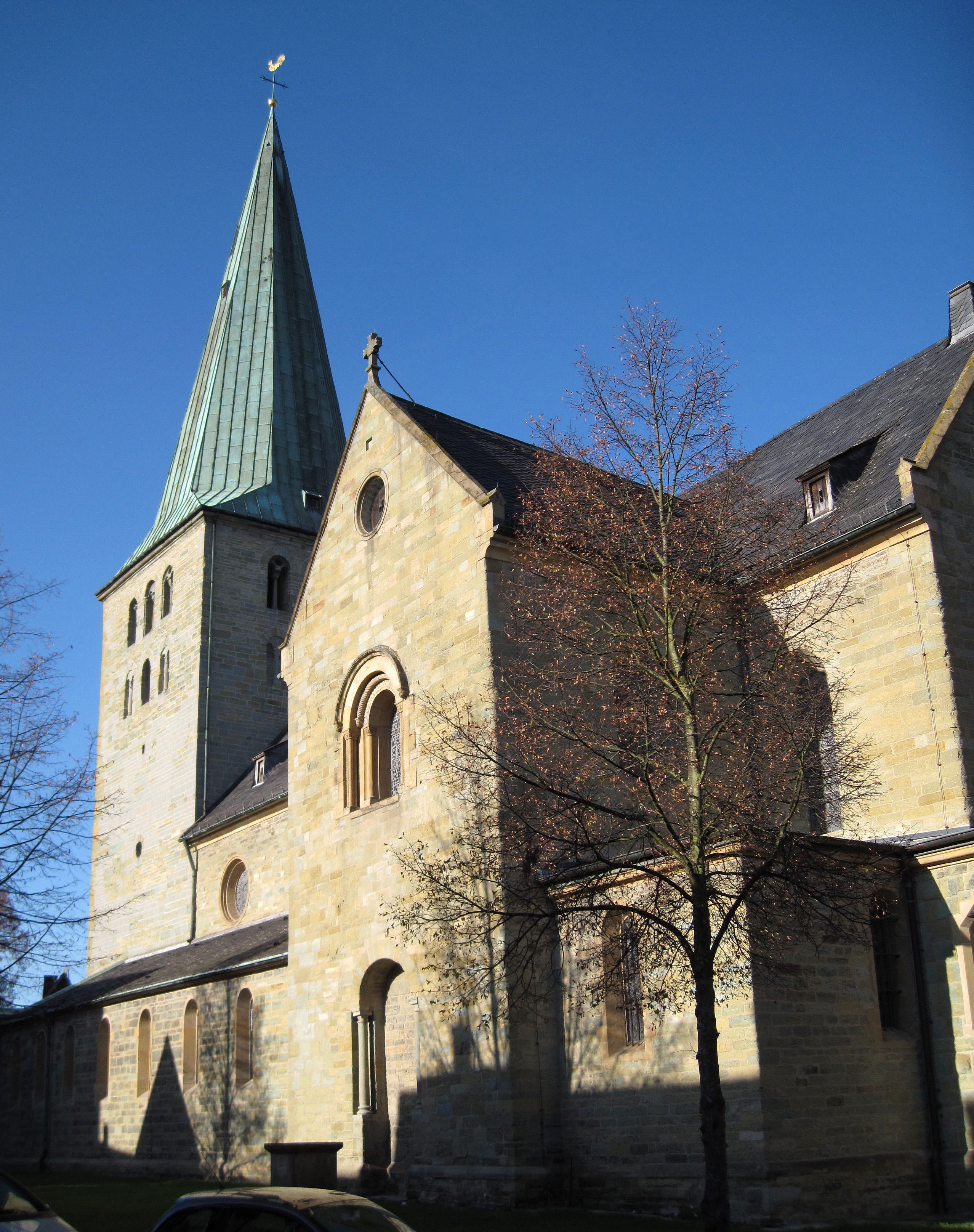
Ansicht von der Seite in Richtung Turm

Die römisch-katholische Kirche St. Regina ist ein denkmalgeschütztes Kirchengebäude in Rhynern, einem Stadtbezirk der kreisfreien Stadt Hamm in Nordrhein-Westfalen. Sie trägt das Patrozinium der heiligen Regina und gehört heute zur Katholischen Pfarrei St. Franziskus von Assisi Hamm im Dekanat Hellweg (Erzbistum Paderborn).

## Geschichte und Architektur
Das Gebäude ist eine dreijochige Gewölbebasilika mit einem Querschiff und einem querrechteckigen Chor. Der klotzige Westturm stammt aus dem 12. Jahrhundert. Die Seitenschiffe wurden 1872 erneuert und bis zur Hälfte des Turmes verlängert. Der Außenbau ist schmucklos. Der Innenraum ohne Turmhalle ist 28,50 m lang, das Querschiff 18,25 m und das Mittelschiff etwa 10 m. Die unterquadratischen Doppeljoche des Mittelschiffes sind durch gestufte Wandvorlagen stark gegeneinander abgesetzt. Die Gratgewölbe des Mittelschiffs wurden 1872 erneuert. Drei Schlusssteine des frühen 13. Jahrhunderts mit rankenartig ineinander verschlungenen Drachen sind bemerkenswert. Der Chor ist mit Wandarkaden und einer Sohlbank ausgestattet. In den Ostteilen sind noch die ursprünglichen Fenster und Kreuzgratgewölbe vorhanden. Das südliche Querhausfenster ist besonders aufwändig gestaltet, allerdings wurde das Rahmenwerk erneuert. Am südlichen Vierungspfeiler ist ein Kämpferfries mit einer in Palmettenranke liegender Menschenfigur zu sehen.

## Ausstattung
- Ein prächtiges Antwerpener Retabel mit bemalten Flügeln von 1520
- Ein Reliquienschrein der Hl. Regina bezeichnet mit 1457. Er ist aus Holz und mit Kupfer- und Silberbeschlägen versehen.
- An den Längswänden stehen in Bogenblenden je sechs gedrungene Apostelfiguren
- An den Giebelwänden stehen Figuren von Gottvater und der hl. Regina
- Ein zylindrischer Taufstein von der ersten Hälfte des 13. Jahrhunderts, er ist mit einem großblättrigen Blattfries ausgestattet.
- Eine Sakramentsnische vom Ende des 15. Jahrhunderts ist von einem Giebelaufsatz bekrönt.
- Die Orgel mit prunkvollem Prospekt wurde 1722 ursprünglich für die Dominikanerkirche in Soest gebaut. Sie stammt wohl von Johann Berenhard Klausing und befindet sich seit 1816 in der Kirche.
- Eine Sonnenmonstranz aus vergoldetem Silber vom Anfang des 18. Jahrhunderts
- Eine Albe vom 13. Jahrhundert. Diese sogenannte Girenalbe ist das einzig erhaltene Stück dieser Art in Westfalen.
- Eine Kasel mit zwei dazugehörigen Levitengewändern aus der zweiten Hälfte des 18. Jahrhunderts[1]
- Der Westturm trägt ein dreistimmiges Bronzegeläut. Glocke I (Ton d') wurde 1951 gegossen. Glocke II (Ton f') entstammt dem 13. Jahrhundert und Glocke III (Ton g') wurde 1655 gegossen.